# Александрув (гміна Жихлін)
Александрув (пол. Aleksandrów) — село в Польщі, у гміні Жихлін Кутновського повіту Лодзинського воєводства. Населення — 13 осіб (2011).
У 1975—1998 роках село належало до Плоцького воєводства.

## Демографія
Демографічна структура станом на 31 березня 2011 року:
|          | Загалом | Допрацездатний вік | Працездатний вік | Постпрацездатний вік |
| -------- | ------- | ------------------ | ---------------- | -------------------- |
| Чоловіки | 5       | 1                  | 4                | 0                    |
| Жінки    | 8       | 0                  | 3                | 5                    |
| Разом    | 13      | 1                  | 7                | 5                    |